# Bogouslav Kourlovitch
Bogouslav Stanislavovitch Kourlovitch (russe : Богуслав Станиславович Курлович ; polonais : Bogusław Kurłowicz), né le 18 janvier 1948 à Novy Pahost (pl) (république socialiste soviétique de Biélorussie), est un  agronome et scientifique russo-finnois d'ascendance polonaise. Il est spécialisé dans les domaines des ressources phytogénétiques, de la botanique et de la sélection des plantes.

## Biographie
Bogouslav Kourlovitch a travaillé de 1973 à 1997 à l'Institut Vavilov de Saint-Pétersbourg (Russie) et de 1997 à 2011 à l'International North Express (Finlande). Il s'est spécialisé dans la collecte de plantes et l'étude des ressources phytogénétiques en tant que matériel initial pour la sélection végétale. Il a participé à 15 missions de collecte de plantes, exploré différentes régions de l'ancienne URSS (Sibérie, Extrême-Orient, Kazakhstan, Caucase, Asie centrale, Ukraine) ainsi que d'autres pays (Brésil, Pérou, Argentine, Équateur, Algérie, Portugal, Allemagne, Pologne et Finlande) pour collecter une grande diversité de légumineuses et d'espèces sauvages apparentées, utilisées pour la sélection végétale en Finlande, en Pologne, en Biélorussie, en Russie, etc.
Bogouslav Kourlovitch est l'auteur de nombreux taxons liés au genre Lupinus L. et de plusieurs cultivars de lupins (cv. 'Pervenec', 'Truvor', 'Novozybkovsky').
Son développement de la subdivision du genre Lupinus en deux sous-genres (subg. Platycarpos (Wats.) Kurl. et subg. Lupinus) basé sur un principe géographique permet une meilleure compréhension du volume de cet énorme genre auquel on attribue de 200 à 1 000 espèces.

## Œuvres
- (en) Kurlovich, Boguslav S. et al. 1995.  The Gene Bank and breeding of grain Legumes (lupine, vetch, soya and bean). Theoretical basis of plant breeding, vol.3, St. Pétersbourg, VIR ; 430 pages.
- (en) Kurlovich, Boguslav S. (ed.). 2002.  Lupins: Geography, classification, genetic resources and breeding. St. Petersburg, Publishing house "Intan",   (ISBN 5-86741-034-X) ; 468 pages.